# Koziołki poznańskie
Koziołki poznańskie – jedna z atrakcji turystycznych Poznania, figury kozłów wraz z mechanizmem napędowym, uruchamiane codziennie o godzinie 12:00, a od 2022 roku również o 15:00, na wieży poznańskiego Ratusza.

## Historia i konstrukcja
Podczas remontu Ratusza w XVI w. zamówiono u mistrza ślusarskiego Bartłomieja Wolfa z Gubina nowy zegar, który posiadał trzy pełne tarcze i jedną pół tarczę oraz „urządzenie błazeńskie, mianowicie koziołki”. Zegar zainstalowano w 1551 roku. W roku 1675 piorun uderzył w wieżę, niszcząc ją wraz z zegarem i koziołkami. W latach 1910–1913 mechanizm został zrekonstruowany, ale ponownie uległ zniszczeniu podczas bitwy o Poznań w 1945 roku. Kolejne uruchomienie koziołków miało miejsce w roku 1954. Zużyty mechanizm został wyłączony 14 lutego 1993 roku. 
Obecne urządzenie (mechanizm napędowy i figury) ufundował poznański przedsiębiorca, Marian Marcinkowski. Po raz pierwszy zadziałało 12 czerwca 1993 roku. Wizualnie nie różni się znacząco od poprzedniego, natomiast sam akt trykania przebiega płynniej i dynamiczniej niż poprzednio.
Mechanizm był opracowywany od roku 1989, a jego konstruktorem był dr inż. Stefan Krajewski z Zakładu Konstrukcji i Automatyzacji Obrabiarek Instytutu Technologii Budowy Maszyn Politechniki Poznańskiej. Wykonawcą koziołków był natomiast Zakład Metrologii Technicznej tego samego Instytutu, którym kierował prof. Jan Chajda. Zespół projektowy prowadził Ryszard Urbaniak, a głównym monterem urządzenia był Zdzisław Sajna. Część najtrudniejszych detali wykonały Zakłady Cegielskiego.
Koziołki wykonane są z blachy aluminiowej pokrytej farbą antykorozyjną. Zmiana sposobu trykania się koziołków wymagała zmiany sposobu łączenia ich nóg z mechanizmem napędowym. Wcześniej były one połączone z ramą wykonującą ruchy posuwisto-zwrotne na poziomych prowadnicach rurowych, tak że odległość między kopytami przednich i tylnych nóg nie zmieniała się ani w poziomie, ani w pionie. W nowym rozwiązaniu jedynie tylne nogi są sztywno związane z prowadnicami. Przednie natomiast początkowo podnoszą tułów figury, by po przebyciu połowy drogi spowodować obniżenie głowy i doprowadzić do tryknięcia. Podczas ruchu powrotnego rolki przednich nóg poruszają się po innym (dolnym) torze niż podczas zbliżania (kiedy toczą się po torze głównym) i dopiero w końcowej fazie powrotu przeskakują na tor pierwotny (górny). Procesem trykania kieruje mechanizm korbowo-dźwigniowy od motoreduktora z przekładnią planetarną. Moc silnika jest trzykrotnie mniejsza niż w rozwiązaniu z 1954 roku, kiedy to działała przekładnia pasowa, otwarta przekładnia zębata i wał ze ślimakiem na końcu, który napędzał dwie ślimacznice na zewnątrz elewacji połączone z mechanizmami krzywkowymi. Redukcja prędkości dokonuje się obecnie w hermetycznie zamkniętej przekładni planetarnej motoreduktora, wewnątrz ratusza. Wysuw całości urządzenia z budynku wykonuje przekładnia łańcuchowa (dawniej śrubowa) z podwójnym mechanizmem jarzmowym (dawniej śrubowo-jarzmowym). Każdy asynchroniczny trójfazowy silnik motoreduktora (o mocy 180 W) jest zasilany z oddzielnej przetwornicy częstotliwości, umożliwiającej w szerokim zakresie płynną regulację jego obrotów. Rozwiązanie takie sprawia, że można regulować prędkość różnych faz trykania, a także liczbę tryknięć, co nie było wykonalne w poprzednim urządzeniu. W obecnym urządzeniu automatyczne przełączanie faz cyklu pracy dokonuje się wyłącznie binarnymi sygnałami elektrycznymi, uzyskiwanymi z łączników drogowych (krańcowych). Trzy spośród nich to łączniki stykowe (krańcowe), a trzy to bezstykowe zbliżeniowe (sensorowe).  

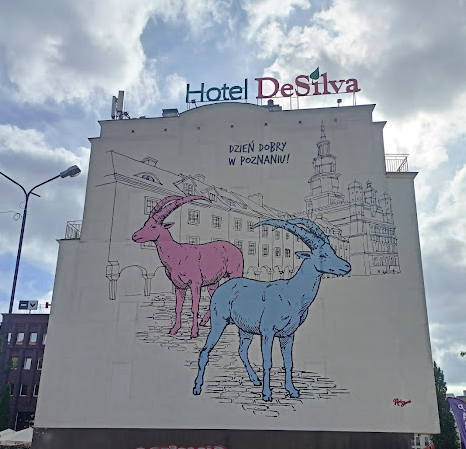
Mural w Poznaniu

## Legenda
Według jednej z wersji legendy ludowej kiedy po wielkim pożarze Poznania odbudowywano ratusz, to zegar na ratuszową wieżę zamówiono u mistrza Bartłomieja z Gubina. Rada miejska postanowiła to ważne wydarzenie hucznie uczcić. Zaplanowano wielką ucztę, na którą zaproszono do Poznania znakomite osobistości. Ponieważ pracy było co nie miara, kucharz do obracania głównego dania pieczeni z sarniego udźca na rożnie, wyznaczył młodego kuchcika Pietrka. Sarni udziec piekł się powoli a Pietrek był ciekawy jak wygląda mechanizm zegara. Młody kuchcik nie mogąc się doczekać końca pieczenia postanowił na chwilę zostawić pieczeń i tylko raz spojrzeć na zegar.
Jednak pod jego nieobecność pieczeń spadła do ognia i spaliła się na węgiel. Przerażony chłopiec pobiegł na pobliską łąkę, na której mieszkańcy miasta wypasali swoje zwierzęta. Porwał stamtąd dwa koziołki i zabrał je do ratuszowej kuchni. Koziołki jednak wyrwały się chłopcu i uciekły na gzyms ratuszowej wieży. Tam na oczach zgromadzonych mieszczan, przestraszone, zaczęły się bóść rogami. Widok ten tak rozbawił wojewodę i zaproszonych gości, że burmistrz darował Pietrkowi jego winę, a zegarmistrzowi polecił wykonać mechanizm, który każdego dnia będzie uruchamiał zegarowe koziołki. Od tego czasu każdego dnia gdy trębacz w samo południe gra hejnał z ratuszowej wieży zgromadzonej ludności pokazują się dwa trykające się koziołki. A prawdziwe koziołki nie trafiły na stoły rajców miejskich i mieszczan lecz ściągnięto je z wieży i zwrócono ubogiej wdowie, ich prawdziwej właścicielce.